# Lega Basket Serie A FIP MVP finale scudetto
Il Lega Basket Serie A FIP MVP finale scudetto è il premio conferito dalla Lega Basket al miglior giocatore della finale dei play-off per l'assegnazione dello scudetto.

## Vincitori
| Stagione  | Giocatore            | Squadra           |               |
| --------- | -------------------- | ----------------- | ------------- |
| 2003-2004 | David Andersen       | Montepaschi Siena |               |
| 2004-2005 | Gianluca Basile      | Climamio Bologna  |               |
| 2005-2006 | Ramūnas Šiškauskas   | Benetton Treviso  |               |
| 2006-2007 | Rimantas Kaukėnas    | Montepaschi Siena |               |
| 2007-2008 | Terrell McIntyre     | Montepaschi Siena |               |
| 2008-2009 | Terrell McIntyre (2) | Montepaschi Siena |               |
| 2009-2010 | Terrell McIntyre (3) | Montepaschi Siena |               |
| 2010-2011 | Bo McCalebb          | Montepaschi Siena |               |
| 2011-2012 | Bo McCalebb (2)      | Montepaschi Siena |               |
| 2012-2013 | Daniel Hackett       | Montepaschi Siena |               |
| 2013-2014 | Alessandro Gentile   | Olimpia Milano    |               |
| 2014-2015 | Rakim Sanders        | Dinamo Sassari    |               |
| 2015-2016 | Rakim Sanders (2)    | Olimpia Milano    |               |
| 2016-2017 | Melvin Ejim          | Reyer Venezia     |               |
| 2017-2018 | Andrew Goudelock     | Olimpia Milano    |               |
| 2018-2019 | Austin Daye          | Reyer Venezia     |               |
| 2019-2020 | Non assegnato        | Non assegnato     | Non assegnato |
| 2020-2021 | Miloš Teodosić       | Virtus Bologna    |               |
| 2021-2022 | Shavon Shields       | Olimpia Milano    |               |
| 2022-2023 | Luigi Datome         | Olimpia Milano    |               |
| 2023-2024 | Nikola Mirotic       | Olimpia Milano    |               |
| 2024-2025 | Tornik'e Shengelia   | Virtus Bologna    |               |